# How I'm Feeling Now
How I'm Feeling Now è il quarto album in studio della cantautrice britannica Charli XCX, pubblicato il 15 maggio 2020. 
Charli XCX ha scritto l'album di getto fra le mura di casa, durante un periodo in cui è stata costretta a convivere assieme al fidanzato a causa delle misure di sicurezza dovute alla pandemia di COVID-19.

## Accoglienza
| Recensione          | Giudizio |
| ------------------- | -------- |
| AllMusic            |          |
| The Daily Telegraph |          |
| Rumore              | 79/100   |

How I'm Feeling Now ha ottenuto l'acclamazione universale da parte della critica specializzata, cha ha soprattutto lodato la fusione al suo interno di cantautorato prettamente pop e produzioni sperimentali influenzate dalla musica elettronica. Sull'aggregatore di recensioni Metacritic, l'album ha totalizzato un punteggio di 82 su 100 calcolato tramite 16 giudici professionali.
L'album è stato tra selezionato tra i progetti in lizza per il prestigioso Mercury Prize nel 2020, mentre la traccia Anthems è stata eletta da Vulture come il secondo miglior brano di quell'anno.
How I'm Feeling Now è stato anche apprezzato da Mauro Fenoglio di Rumore, che lo definisce "il rovescio della medaglia (mirabile) di Pop 2".

## Tracce
1. Pink Diamond – 2:04 (Charlotte Aitchison, Dijon Duenas, Alexander Guy Cook)
2. Forever – 4:03 (Charlotte Aitchison, Alexander Guy Cook, BJ Burton)
3. Claws – 2:29 (Charlotte Aitchison, BJ Burton, Dylan Brady)
4. 7 Years – 3:15 (Charlotte Aitchison, Alexander Guy Cook, BJ Burton)
5. Detonate – 3:39 (Charlotte Aitchison, Alexander Guy Cook)
6. Enemy – 3:43 (Charlotte Aitchison, BJ Burton, Eli Teplin, James Stack)
7. I Finally Understand – 2:31 (Charlotte Aitchison, Benjamin Keating)
8. C2.0 – 3:40 (Charlotte Aitchison, Alexander Guy Cook, Dylan Brady, Umru Rothenberg, Theron Thomas, Tommy Cash)
9. Party 4 U – 4:56 (Charlotte Aitchison, Alexander Guy Cook)
10. Anthems – 2:51 (Charlotte Aitchison, Danny L Harle, Dylan Brady)
11. Visions – 3:49 (Charlotte Aitchison, Alexander Guy Cook, BJ Burton)

## Classifiche
| Classifica (2020-23) | Posizione massima |
| -------------------- | ----------------- |
| Australia            | 37                |
| Belgio (Fiandre)     | 106               |
| Grecia               | 66                |
| Irlanda              | 27                |
| Nuova Zelanda        | 40                |
| Lituania             | 64                |
| Regno Unito          | 33                |
| Spagna               | 43                |
| Stati Uniti          | 111               |